# Roger l'homoncule
Pour les articles homonymes, voir Roger et Homoncule.
 (mai 2025).
Si vous disposez d'ouvrages ou d'articles de référence ou si vous connaissez des sites web de qualité traitant du thème abordé ici, merci de compléter l'article en donnant les références utiles à sa vérifiabilité et en les liant à la section « Notes et références ».
Roger l'homoncule (en anglais Roger the Homunculus) est un personnage du comics Hellboy créé par Mike Mignola. Il apparaît également dans la série B.P.R.D., dérivée de Hellboy.

## Biographie fictive
Roger est découvert en 1996 dans le laboratoire médiéval d'un alchimiste, derrière les ruines du Château Czege en Roumanie par les agents du BPRD Liz Sherman, Bud Waller et Sidney Leach. Waller explique qu'un homoncule est créé d'herbe et de sang, cuits dans un bocal et « incubés » dans de l'engrais de cheval. Roger est d'abord découvert sans vie mais lorsque Liz touche le coffre où il est, Roger absorbe le pouvoir de pyrokinésie de Liz, dont elle voulait inconsciemment se débarrasser. Elle tombe dans le coma, alors que Roger revient violemment à la vie en tuant l'agent Waller, avant de s'enfuir.
Liz est emmenée d'urgence à l'hôpital, sous la supervision de docteurs du BPRD. Hellboy et Kate Corrigan arrivent pour rechercher l'homuncule dans l'espoir de rendre ses pouvoirs à Liz. De son côté, Roger, torturé par la culpabilité, prie pour que Dieu le tue. Cependant, il rencontre son « frère », un homoncule cruel créé avant lui.
Ce frère cherche à se venger des humains en utilisant un homoncule colossal, créé à partir de graisse humaine. L'homoncule capture Kate pour la sacrifier et ainsi créer un homoncule géant. Roger la sauve, mais son frère entre dans le corps du colosse. Tandis que Hellboy lutte contre l'homoncule géant, Roger utilise le pouvoir de Liz et fait fondre par le feu le corps de l'homoncule géant. Roger retourne à la base avec Hellboy et Kate et rend son pouvoir à Liz, désormais rétablie. Roger, maintenant sans source d'énergie, retourne à un état comateux.
Trois ans plus tard, des scientifiques du BPRD ont arrêté de disséquer le corps inanimé de Roger. Abe Sapien provoque alors une surtension pour réveiller Roger. Le BPRD fabrique ensuite un générateur mobile et fait de Roger un agent. Ils ont également implanté une bombe dans son corps pour prévenir tout excès de démence pouvant entraîner des conséquences fâcheuses. Cette décision sera plus tard un facteur du départ de Hellboy du Bureau. Roger fait rapidement ses preuves, notamment pendant l'affaire de Château Hunte en 2001, où il réussit à contenir un ver géant dans son corps, ou encore lorsqu'il détruit Herman von Klempt...

## Œuvres où le personnage apparaît

### Comics
- Hellboy: Wake the Devil (1996)
- Hellboy: Box Full of Evil (1999)
- Hellboy: Conqueror Worm (2001)
- B.P.R.D.: Hollow Earth (2002)
- B.P.R.D. (2003)
- B.P.R.D.: Dark Waters (2003)
- Hellboy: Weird Tales (2003)
- B.P.R.D.: Night Train (2003)
- B.P.R.D.: The Soul of Venice (2003)
- B.P.R.D.: There's Something Under My Bed (2003)
- B.P.R.D.: Plague of Frogs (2004)
- B.P.R.D.: The Dead (2004)
- Hellboy Premiere Edition (2004)
- B.P.R.D.: The Black Flame (2005)
- B.P.R.D.: The Universal Machine (2006)
- B.P.R.D.: War on Frogs (2008)
- Hellboy Library Edition (2008)
- B.P.R.D.: King of Fear (2010)

### Films
Roger n'apparaît pas physiquement dans les films réalisés par Guillermo del Toro, Hellboy et Hellboy II : Les Légions d'or maudites. On peut cependant y voir une statue le représentant.